# Xenorhina rostrata
Espèce
Synonymes
- Choanacantha rostrata Méhelÿ, 1898
- Xenobatrachus rostratus (Méhelÿ, 1898)

Statut de conservation UICN

 LC  : Préoccupation mineure
Xenorhina rostrata est une espèce d'amphibiens de la famille des Microhylidae.

## Répartition
Cette espèce est endémique de Nouvelle-Guinée. Son aire de répartition concerne le Nord-Est de la province indonésienne de Papouasie, en Nouvelle-Guinée occidentale, et le Nord de la Papouasie-Nouvelle-Guinée. Elle est présente jusqu'à 1 300 m d'altitude,.

## Publication originale
- Méhely, 1898 : An account of the reptiles and batrachians collected by Mr. Lewis Biro in New Guinea. Természetrajzi Füzetek, vol. 21, p. 165-178 (texte intégral).